# Sav m/43
Stormartillerivagn m/43（突擊火炮載具1943型），簡稱Sav m/43，是一款瑞典於二戰期間研發的突擊炮。該車使用Strv m/41，一種38(t)輕型坦克的改進型（瑞典此前已獲得38(t)的生產許可）的底盤。Sav m/43最初裝配75毫米火炮，但之後改爲裝備105毫米m/44火炮。

## 服役
Sav m/43最初由駐克里斯蒂娜港的A9團炮兵使用。1951年，Sav m/43劃給裝甲部隊使用。其中，除一輛被用於訓練外，其餘的Sav m/43都被分配到配有6輛步兵突擊炮的步兵突擊炮連中。Sav m/43服役到1973年才退役。

## 外部連結
- Swedish armor – Web page dedicated to the Swedish armor.